# Rudolf Quanter
Carl (auch: Karl) Wilhelm Rudolf Quanter, Pseudonym: C. W. Rudolfi, (geboren 17. Oktober 1861 in Leipzig; gestorben 11. November 1938 in Berlin) war ein deutscher Journalist und Schriftsteller.

## Leben
Rudolf war der Sohn des Oberpostsekretärs Karl Wilhelm Quanter und dessen Ehefrau Emma Thekla Rosalie, geb. von Tümpling.
Nach seinem Studium der Rechtswissenschaften und Geschichte in Berlin wurde Quanter Journalist. Ab 1900 arbeitete er als Schriftsteller und Redakteur in Dresden. Ab 1909 war er zunächst Redakteur, ab 1912 freier Schriftsteller in Berlin.
Er befasste sich hauptsächlich mit kultur - und rechtshistorischen Themen. Seine Werke wurden in der Zeit des Nationalsozialismus teilweise verboten.
Quanter starb 1938 im Alter von 77 Jahren an Schlagaderverkalkung in seiner Wohnung in Berlin-Tempelhof. Er war seit 1901 verheiratet mit Berta Johanna, geb. Schmidt.

## Schriften
- Die Folter in der deutschen rechtspflege sonst und jetzt. 1900.
- Die Schand- und Ehrenstrafen in der deutschen Rechtspflege. Eine kriminalistische Studie. Dresden, 1901.
- Die Leibes- und Todesstrafen. Ursprung. Geschichte. Methoden. 1901.
- Die Sittlichkeitsverbrechen im Laufe der Jahrhunderte und ihre strafrechtliche Bedeutung. 1904.
- Deutsches Zuchthaus- und Gefängniswesen: von den ältesten Zeiten bis in die Gegenwart; mit zahlreichen Illustrationen und Reformvorschlägen. 1905
- Die freie Liebe und ihre Bedeutung im Rechtsleben der Jahrhunderte. Eine Kulturhistorische Studie. 1906
- Das Liebesleben aller Zeiten und Völker. Band 1: Das Liebesleben im alten Deutschland. 1909.
- Das Liebesleben im Orient. Leipzig, G. H. Wigand, 1913
- Kulturgeschichte des deutschen Volkes. Stuttgart, Union Deutsche Verlagsgesellschaft, 1924.
- Das Weib in den Religionen der Völker, unter Berücks. d. einzelnen Kulte u. Sitten. Berlin-Pankow : Linser-Verlag, 1925.
- Sittlichkeit und Moral im Heiligen Römischen Reich Deutscher Nation : Bilder aus d. dt. Kultur- u. Rechtsleben. ISBN 978-3-511-00658-7
- Die Erotik in der Strafe. In: Leo Schidrowitz (Hrsg.): Sittengeschichte der Strafe (= Sittengeschichte der Kulturwelt und ihrer Entwicklung in Einzeldarstellungen. Band 7, Teil 2). Verlag für Kulturforschung, Wien/Leipzig, S. 227–280.
- Sexualdelikte und ihre Ahndung. In: Leo Schidrowitz (Hrsg.): Sittengeschichte der Strafe (= Sittengeschichte der Kulturwelt und ihrer Entwicklung in Einzeldarstellungen. Band 7, Teil 2). Verlag für Kulturforschung, Wien/Leipzig, S. 281–318.